# 胡李家遗址
胡李家遗址，位于中国青海省民和县中川乡光明村胡李家社，为第七批青海省文物保护单位，公布日期为2004年5月10日，类型为古遗址。
胡李家遗址的历史年代为新石器时代至青铜时代。